# Stayneria
Stayneria é um género botânico pertencente à família Aizoaceae.
1. ↑  «Stayneria — World Flora Online». www.worldfloraonline.org. Consultado em 19 de agosto de 2020